# グレッグ・ヴォーン
グレッグ・ヴォーン（Greg Vaughan,1973年 - ）はテキサス州ダラス生まれの俳優。元ファッションモデル。

## 略歴
16歳の時からモデルとして活躍。ジョルジオ・アルマーニ、ジャンニ・ベルサーチ、トミーヒルフィガー、ラルフ・ローレンといったブランドのモデルを務めた。その後演技の道を目指すようになり、1996年にテレビドラマに初出演。『ビバリーヒルズ青春白書』や『チャームド』といった人気シリーズに出演するようになる。
2006年からがドラマ『General Hospital』にレギュラー出演している。また、2006年にオランダ出身のモデル Touriya Haoud と結婚、子供が一人いる。

## 主な出演作品

### テレビ
- ベイウォッチ Baywatch (1996)ゲスト出演
- ビバリーヒルズ青春白書 Beverly Hills, 90210 (1997)クリフ・イェーガー役
- バフィー 〜恋する十字架〜 Buffy the Vampire Slayer  (1998)リチャード・アンダーソン役
- カジュアリティーズ Casualty (1999) ゲスト出演
- チャームド Charmed (1999-2000)ダン・ゴードン役
- ウィル&グレイス Will & Grace (2002) ゲスト出演
- サブリナ Sabrina, the Teenage Witch (2002) ゲスト出演

### 映画
- No Small Ways (1997)
- Stuart Bliss (1998)  マガジンスタンドの店員役
- ボディヒート 3人目の美少女 Poison Ivy: The New Seduction (1997) (V) マイケル役

『ボディヒート』シリーズの第3作目。第1作目はドリュー・バリモアが出演していた。
- Children of the Corn V: Fields of Terror (1998) (V) タイラス役